# ベイシスケイプ
有限会社ベイシスケイプ（Basiscape Co.,Ltd.）は、東京都中野区にある音楽制作会社である。主にゲームミュージックの制作を行う。

## 概要
- 代表者 代表取締役 崎元仁
- 資本金 300万円

## 所属作家
- 崎元仁
- 金田充弘
- 工藤吉三
- 武田十季
- Richter
- 金子昌晃
- 伊藤美紀

## かつて所属していた作家
- 並木学
- 上倉紀行
- 千葉梓
- 阿部公弘
- 岩田匡治
- 浜野真衣
- 東原一輝
- 渡邊里佳子
- 菊池幸範

## 主な担当作品
2003
- ファイナルファンタジータクティクスアドバンス

2004
- 空戦II
- でじこミュニケーション2 打倒！ブラックゲマゲマ団
- グラディウスV
- B-伝説! バトルビーダマン　燃えろ!ビー魂!!
- STELLA DEUS
- 虫姫さま

2005
- おっとんぱずる
- 蒼穹紅蓮隊
- バトルガレッガ
- 魔法大作戦
- BLEACH 〜ヒート・ザ・ソウル〜
- ウィザードリィ・外伝 ～戦闘の監獄～ Prisoners of the Battles
- B-伝説! バトルビーダマン 〜炎魂（ファイヤースピリッツ!）〜
- BLEACH 〜ヒート・ザ・ソウル2〜
- ゾイド　フルメタルクラッシュ
- エスプガルーダII

2006
- メタルスラッグ6
- ファンタジーアース　ザ リング オブ ドミニオン
- FINAL FANTASY XII
- IGPX Immortal Grand Prix
- アイシールド21 DEVILBATS DEVILDAYS
- デジモンバトルターミナル
- ウィザードリィ・外伝 ～五つの試練～ Five Ordeals
- バトルスタジアム　D.O.N
- BLEACH 〜ヒート・ザ・ソウル3〜
- るろうに剣心―明治剣客浪漫譚― 炎上!京都輪廻
- SEGA AGES 2500シリーズ Vol.28　テトリスコレクション
- 虫姫さま ふたり
- デジモンセイバーズ　アナザーミッション

2007
- テニスの王子様　カードハンター
- STELLA DEUS アトラスベストコレクション
- アイシールド21 フィールド最強の戦士たち
- 史上最強の弟子、ケンイチ 激闘！ラグナレク八拳豪
- クレヨンしんちゃんDS 嵐を呼ぶ ぬってクレヨ～ン大作戦
- ロミオ×ジュリエット
- グリムグリモア
- FINAL FANTASY XII　REVENANT WINGS
- FINAL FANTASY TACTICS　獅子戦争
- オーディンスフィア
- BLEACH 〜ヒート・ザ・ソウル4〜
- おんたま♪おんぷ島へん
- ロックマンゼクスアドベント
- アフターバーナー2
- beatmania llDX13 DistorteD
- FFXII INTERNATIONAL ZODIAC JOB SYSTEM
- デルトラクエスト　7つの宝石
- ASH -ARCHAIC SEALED HEAT-
- ナムコミュージアムDS
- DS文学全集
- デススマイルズ
- ファイナルファンタジータクティクス A2　封穴のグリモア
- オプーナ
- ギャラクシーフォースII
- ドラえもんWii ひみつ道具王決定戦!
- ソウルキャリバー レジェンズ

2008
- エティーのものがたり
- COLORS
- CodedSoul　-受け継がれしイデア-
- トリノホシ　～Aerial Planet～　イメージソング
- オンライン☆ちゃんねる「名将リバーシ」
- オンライン☆ちゃんねる「王様大富豪」
- エルミナージュ 〜闇の巫女と神々の指輪〜
- ドルアーガの塔 ～the Aegis of URUK～
- アドベンチャー・ポータル
- 「恋☆OMA ～恋する乙女のおまじない～ -桜色、恋もよう-」
- オンライン☆ちゃんねる「ジャックポットスロット」
- 戦場のヴァルキュリア
- 「恋☆OMA ～恋する乙女のおまじない～ -幸せのミューゲ-」
- BLEACH 〜ヒート・ザ・ソウル5〜
- 怒首領蜂大復活
- パワードリフト
- オンライン☆ちゃんねる「猪鹿蝶と花札」
- 「恋☆OMA ～恋する乙女のおまじない～ -いつも隣に-」
- Fate/Unlimited codes
- ジグソーワールド～大激闘！ジグバトル・ヒーローズ～
- アドベンチャー・ポータル「みずのおと、夏の足跡」
- Lの季節2 -invisible memories-
- オンライン☆ちゃんねる「博士と麻雀」
- ソウルキャリバーIV
- 救急救命　カドゥケウス2
- GRADIUS ReBirth
- SEGA AGES 2500 シリーズ Vol.33 ファンタジーゾーン コンプリートコレクション
- くまたんち
- デススマイルズ メガブラックレーベル
- 魔王転生
- エルミナージュ DS Remix ～闇の巫女と神々の指輪～
- 資生堂ビューティーソリューション開発センター監修プロジェクト ビューティー
- 幻想水滸伝 ティアクライス
- レッツタップ
- RIZ-ZOAWD ～リゾード～

2009
- ドルアーガの塔 ～the Sword of URUK～
- CRYSTAL DEFENDERS R1
- のびのびBOY
- THE IDOLM@STER SP シリーズ
- CRYSTAL DEFENDERS R2　
- ハヤテのごとく!! ナイトメアパラダイス
- 戦場のヴァルキュリア -VALKYRIA CRONICLES-
- 朧村正(Wii)
- デススマイルズ
- CRYSTAL DEFENDERS VANGUARD STORM
- デススマイルズII 魔界のメリークリスマス
- BLEACH 〜ヒート・ザ・ソウル6〜
- ペンギンの問題X 天空の7戦士
- LORD of VERMILION II
- エルミナージュII 〜双生の女神と運命の大地〜
- 鉄拳6
- アルカディアサーガ
- NHK紅白クイズ合戦
- 太鼓の達人13

2010
- 戦場のヴァルキュリア2 ガリア王立士官学校
- 怒首領蜂大復活ブラックレーベル
- 大人の恋愛小説 DSハーレクインセレクション
- 絶対ヒーロー改造計画
- デススマイルズII X
- 武装神姫　バトルマスターズ
- T's TV
- BLEACH 〜ヒート・ザ・ソウル7〜
- アクセルナイツ～汝が為我は剣を取る～
- ザックとオンブラ　まぼろしの遊園地
- タクティクスオウガ　運命の輪
- クリミナルガールズ

2011
- 力紙～RIKISHI～
- 戦場のヴァルキュリア3
- 鋼鉄のヴァンデッタ
- バレットソウル
- オトメディウス エクセレント!
- バトル&ゲット! ポケモンタイピングDS
- ファントムブレイカー
- 戦場のヴァルキュリア3 誰がための銃瘡
- LORD of VERMILION Re:2
- 勇者３０ SECOND
- ブラック★ロックシューター THE GAME
- 鉄拳 ブラッド・ベンジェンス
- 武装神姫バトルマスターズ Mk.2
- 太鼓の達人Wii 決定版
- グランナイツヒストリー

2012
- 電波人間のRPG
- 電波人間のRPG2

2013
- 真剣で私に恋しなさい!A-1
- 朧村正(PS Vita)
- GITADORA
- 幻塔戦記 グリフォン
- 真剣で私に恋しなさい!A-2
- ドラゴンズクラウン
- 電波人間のRPG3
- 朧村正　元禄怪奇譚　津奈缶猫魔稿(化猫)

2014
- 朧村正　元禄怪奇譚　大根義民一揆(一揆)
- 真剣で私に恋しなさい!A-3
- GITADORA OverDrive
- 朧村正　元禄怪奇譚　七夜祟妖魔忍伝(白蛇)
- 電波人間のRPG FREE!
- ファイナルファンタジー レコードキーパー
- 朧村正　元禄怪奇譚　角隠女地獄(鬼娘)
- 真剣で私に恋しなさい!A-4

2015
- ルミナスアーク インフィニティ
- GITADORA Tri-Boost
- グランキングダム
- メタルサーガ 〜荒野の方舟〜

2016
- オーディンスフィア レイヴスラシル
- 雷電V
- GITADORA Tri-Boost
- 真剣で私に恋しなさい!A-5
- Let's天才てれびくん
- ドールズフロントライン（中：少女前線）
- STEEL COMBAT
- 追憶の青
- Tiger Knight: Empire War
- Valiant Force
- グランドサマナーズ
- 真剣で私に恋しなさい!Aパッケージ版

2017
- GRAVITY DAZE 2/重力的眩暈完結編:上層への帰還の果て、彼女の内宇宙に収斂した選択
- モンスターストライク×ファイナルファンタジー コラボレーション
- GITADORA Tri-Boost Re:EVOLVE
- パチスロおそ松くん
- アルスラーン戦記　戦士の資格
- アラド：宿命の門 THE FATE OF ARAD
- The Vagrant
- SLOTギルティクラウン
- ファイナルファンタジーXII ザ ゾディアック エイジ
- 恐竜サバイバル体験 絶望ジャングル
- GITADORA Matixx
- 雷電V Director's Cut
- テラバトル
- LOST SPHEAR
- 真・女神転生 DEEP STRANGE JOURNEY 真・女神転生 25周年記念 スペシャルボックス
- CARAVAN STORIES

2018
- 天使紀元
- ドラゴンズクラウン・プロ
- パチスロ 戦場のヴァルキュリア
- 子ども向けVRゲーム「VRどっかん！ブロック」
- 子ども向けVRゲーム「VRぶっとび！バズーカ」
- 戦場のヴァルキュリア４
- 神無月
- 子ども向けVRゲーム「VRびっくり！スライダー」
- GITADORA EXCHAIN
- ノスタルジア Op.2
- 妖神記

2019
- 十三機兵防衛圏 プロローグ
- CARAVAN STORIES (PS4)
- ファイナルファンタジーXII ザ ゾディアック エイジ (Switch & Xbox One)
- 最果てのバベル
- カラドリウス ブレイズ（Nintendo Switch)
- 雷電V Director's Cut (Nintendo Switch)
- 十三機兵防衛圏
- ディシディア ファイナルファンタジー (アーケードゲーム)4周年記念アレンジBGM

2020
- 十三機兵防衛圏アジア版
- ミストトレインガールズ〜霧の世界の車窓から〜
- 十三機兵防衛圏欧米版
- 山海鏡花
- 彩虹聯萌
- Shining Beyond

2021
- A列車で行こう はじまる観光計画
- CARAVAN STORIES (Nintendo Switch)
- ラブライブ！スクールアイドルフェスティバル ～after school ACTIVITY～ わいわい！Home Meeting!!（システムメニュー・ジングル・効果音）
- 無職転生 〜ゲームになっても本気だす〜
- OH！MOCHI!

2024
- ユニコーンオーバーロード

（担当詳細はベイシスケイプ公式サイトを参照）

## ベイシスケイプレコーズ　サウンドトラック
| 発売日         | タイトル                                                              | 製品番号        |
| -------------- | --------------------------------------------------------------------- | --------------- |
| 2009年12月16日 | くまたんち おりじなる♪さうんどとらっく                                | BSPE-1001       |
| 2009年12月16日 | 朧村正音楽集                                                          | BSPE-1002～4    |
| 2010年01月27日 | 戦場のヴァルキュリア2 ガリア王立士官学校 オリジナル・サウンドトラック | BSPE-1010～1011 |
| 2010年09月08日 | オリジナル・サウンドトラック ドルアーガの塔～the Sound of URUK～      | BSPE-1020～1    |
| 2010年12月22日 | オプーナ オリジナル・サウンドトラック                                 | BSPE-1022～4    |
| 2011年02月23日 | 戦場のヴァルキュリア3 オリジナル・サウンドトラック                    | BSPE-1030～1    |
| 2011年02月28日 | 蒼穹紅蓮隊 オリジナル・サウンドトラック                               | BSPE-1032       |
| 2011年04月11日 | おとぎふと （東北地方太平洋沖地震チャリティーミニアルバム）           |                 |
| 2011年06月30日 | 戦場のヴァルキュリア piano pieces                                     | BSPE-1034       |
| 2011年10月01日 | 鉄拳 ブラッド・ベンジェンス オリジナル・サウンドトラック              | BSPE-1036       |
| 2011年06月30日 | グランナイツヒストリー オリジナル・サウンドトラック                   | BSPE-1037～8    |
| 2011年10月01日 | 朧村正 音楽集 変奏ノ幕                                                | BSPE-1039       |
| 2012年02月29日 | 真剣で私に恋しなさい！Ｓ 音楽集                                       | BSPE-1040～1    |
| 2012年03月28日 | 電波人間のＲＰＧ オリジナル・サウンドトラック                         | BSPE-1044       |
| 2012年04月18日 | オーディンスフィア オリジナル・サウンドトラック                       | BSPE-1042～3    |
| 2012年05月14日 | バロック オリジナル・サウンドトラック                                 | BSPE-1045       |
| 2012年06月27日 | クリムゾンシュラウド オリジナル・サウンドトラック                     | BSPE-1046～7    |
| 2013年02月26日 | マジカルチェイス オリジナルサウンドトラック                           | SRIN-1108       |
| 2015年02月25日 | 電波人間のＲＰＧ ＦＲＥＥ! オリジナル・サウンドトラック               | BSPE-1050       |
| 2015年09月17日 | メタルサーガ～荒野の方舟～ オリジナル・サウンドトラック               | BSPE-1056       |
| 2015年11月30日 | 朧村正 元禄怪奇譚 音楽集                                              | BSPE-1054～1055 |
| 2015年11月30日 | ドラゴンズクラウン オリジナル・サウンドトラック                       | BSPE-1051～1053 |
| 2016年01月14日 | オーディンスフィア レイヴスラシル オリジナル・サウンドトラック        | BSPE-1057～1058 |
| 2016年05月18日 | 戦場のヴァルキュリア オリジナル・サウンドトラック                     | BSPE-1063～1064 |
| 2016年06月29日 | グランキングダム オリジナル・サウンドトラック                         | BSPE-1060～1062 |
| 2016年12月22日 | 真剣で私に恋しなさい！A 音楽集                                        | BSPE-1065       |
| 2018年06月29日 | キャラバンストーリーズ オリジナル・サウンドトラック Vol.1             | BSPE-1071       |
| 2018年07月27日 | キャラバンストーリーズ オリジナル・サウンドトラック Vol.2             | BSPE-1072       |
| 2018年08月31日 | キャラバンストーリーズ オリジナル・サウンドトラック Vol.3             | BSPE-1073       |
| 2018年09月28日 | キャラバンストーリーズ オリジナル・サウンドトラック Vol.4             | BSPE-1074       |
| 2018年10月31日 | キャラバンストーリーズ オリジナル・サウンドトラック Vol.5             | BSPE-1075       |
| 2018年11月30日 | キャラバンストーリーズ オリジナル・サウンドトラック Vol.6             | BSPE-1076       |
| 2018年12月28日 | キャラバンストーリーズ オリジナル・サウンドトラック Vol.7             | BSPE-1077       |
| 2019年01月30日 | キャラバンストーリーズ オリジナル・サウンドトラック Vol.8             | BSPE-1081       |
| 2019年06月28日 | 幻塔戦記グリフォン オリジナル・サウンドトラック                       | BSPE-1082       |
| 2020年02月27日 | 十三機兵防衛圏 オリジナル・サウンドトラック                           | BSPE-1091～1094 |
| 2020年02月27日 | ドラゴンズクラウン・プロ オリジナル・サウンドトラック                 | BSPE-1095～1097 |
| 2021年02月27日 | 十三機兵防衛圏 Remix & Arrange Album -The Branched-                   | BSPE-1101       |

（その他のサウンドトラックはベイシスケイプ公式サイトを参照）